# Motore Poissy Type 359
Il motore Poissy Type 359 è stato un motore a scoppio prodotto tra il 1969 ed il 1973 dalla Casa automobilistica francese SIMCA.

## Caratteristiche
Il motore 359 della Simca è derivato direttamente dai motori 315 e 349 di più larga diffusione, ossia quelli montati sulle Simca 1000. Rispetto a questi ultimi, cambia sostanzialmente la misura della corsa, scesa da 65 a 53.5 mm, per una cilindrata complessiva di 777 cm³.

Per il resto le caratteristiche riprendevano quelle dei motori di origine, vale a dire:
- architettura a 4 cilindri in linea;
- alesaggio pari a 68 mm;
- alimentazione mediante carburatore;
- distribuzione a valvole in testa con un albero a camme laterale;
- albero a gomiti su cinque supporti di banco.

La potenza massima di questo motore era inizialmente di 31 CV a 6000 giri/min, con una coppia massima di 45 Nm a 2600 giri/min. Dopo un anno di produzione, la potenza fu portata a 33 CV, sempre a 6000 giri/min.

Date la bassa cilindrata e le modeste prestazioni, si trattava quindi di un motore destinato ad equipaggiare modelli di fascia bassa, anzi, un solo modello: è stato infatti montato solo ed esclusivamente sulla Simca Sim'4, che tra il 1969 ed il 1973 costituì la versione di base della gamma Simca 1000.